# Eta3 Fornacis
Eta3 Fornacis är en orange jätte i Ugnens stjärnbild. Den går även under beteckningen HD 17829.
Stjärnan har visuell magnitud +5,47 och är synlig för blotta ögat vid god seeing.